# スター・スタジオ
スター・スタジオ（英: Star Studios）（旧社名はフォックス・スター・スタジオ（英: Fox Star Studios））は、ディズニー・スター（ディズニー・インド）の子会社である。また、ウォルト・ディズニー・スタジオ傘下の20世紀スタジオの国際映画制作部門であるフォックス・インターナショナル・プロダクションズ（FIP）と共同で活動し、ヒンディー語、タミル語、その他の南アジア言語の映画の制作を中心として行っている。

## 概要
スター・スタジオは、インドの映画製作会社である。ディズニー・インド傘下のディズニー・スターの子会社である。
また、ウォルト・ディズニー・スタジオ傘下の20世紀スタジオの20世紀スタジオ・インドの部門で製作された映画を吹き替えなどを行った。
2022年5月27日、フォックス・スター・スタジオは、ディズニーが21世紀フォックスから買収したスタジオからフォックスの名前を削除した一環として、スター・スタジオに改名された。

## 作品
- Engaeyum Eppothum（2011）
- Vathikuchi（2013）
- Raja Rani（2013）
- Cuckoo（2014）
- Mundaasupatti（2014）
- Rajathandhiram - Distribution（2015）
- Kaaka Muttai - Distribution（2015）
- 10 Enradhukulla（2015）
- Manithan - Distribution（2016）
- Velainu Vandhutta Vellaikaaran - Distribution（2016）
- Sangili Bungili Kadhava Thorae（2017）

など様々な作品があるが、その中で日本で公開されたのはごくわずかである。
- マイネーム・イズ・ハーン
- スラムドッグ・ミリオネア
- スタンリーのお弁当箱
- ピザ!